# Tirukalukundram
 Tirukalukundram (en tamoul : திருக்கழுகுன்றம் ) est une ville du sud-est de l'Inde, dans l'État du Tamil Nadu.

## Géographie
La commune est située dans le district de Chengalpattu, à plus de 70 km au sud de Madras et à 15 km à l'ouest de Mahabalipuram.

### Monuments
Tirukalukundram est connu pour son temple de Vedagiriswarar dédié à Shiva.